# 施普雷瓦尔德地区布尔格
施普雷瓦尔德地区布尔格（德語：Burg (Spreewald)），简称布尔格（德語：Burg，發音：[bʊʁk] ⓘ），是德国勃兰登堡州施普雷-尼斯县的市镇，面积35.26平方千米，2023年12月31日人口为4,267人。